# Список психічних розладів
У цій статті наведено список психічних розладів згідно з визначенням DSM та ICD.
Діагностичний і статистичний посібник з психічних розладів (DSM) — це стандартний довідник Американської психіатричної асоціації, що містить понад 450 визначень психічних розладів. Міжнародна класифікація хвороб (ICD), яку видає Всесвітня організація охорони здоров'я (ВООЗ) — це міжнародна система стандартизації класифікації всіх медичних хвороб. Зокрема вона містить розділ про психічні та поведінкові розлади.
Критерії діагностики та інформації в DSM та ICD переглядають та оновлюють з кожною новою версією. Цей список містить стани, які були визначені цими двома джерелами як психічні розлади станом на 2022 рік. У різних сферах охорони психічного здоров'я, включно з психіатрією, існують розбіжності щодо визначень і критеріїв, які використовуються для розмежування психічних розладів. Деяких фахівців хвилює питання, чи слід певні психічні розлади класифікувати як «психічні захворювання», чи краще їх описати як неврологічні розлади або іншим чином.

## Тривожні розлади
- Тривожний розлад, пов'язаний із розлукою
- Специфічна фобія
- Соціофобія (соціальний тривожний розлад)
- Панічний розлад
- Агорафобія
- Генералізований тривожний розлад
- Селективний мутизм

## Дисоціативні розлади
Докладніше: Дисоціативний розлад, Дисоціація (психологія)
- Дисоціативний розлад ідентичності
- Дисоціативна амнезія (зокрема Дисоціативна фуга)
- Синдром деперсоналізації — дереалізації
- Дисоціативні конвульсії
- Синдром Ґанзера

## Розлади настрою

### Депресивні розлади
- Деструктивний розлад з порушенням регуляції настрою
- Великий депресивний розлад
- Дистимія
- Передменструальний дисфоричний розлад
- Психотична депресія[en]
- Сезонний афективний розлад
- Атипова депресія
- Післяпологова депресія

### Біполярні розлади
- Біполярний розлад першого типу[en]
- Біполярний розлад другого типу[en]
- Циклотимія

## Розлади, пов'язані з травмою та стресом
- Реактивне порушення прихильності
- Розлад соціальної активності із порушенням інгібіції[en]
- Посттравматичний стресовий розлад (PTSD)
- Гострий стресовий розлад
- Розлад адаптації
- Комплексний посттравматичний стресовий розлад[en] (C-PTSD)
- Тривалий розлад горювання[en]

## Розлади психічного розвитку
Докладніше: Нейророзвитковий розлад та Нейрорізноманіття
- Олігофренія
- Мовні регресії
- Розлад звуковимови●
- Заїкання або Розлад плавності мови, що виник у дитинстві
- Комунікативний розлад[en]
- Розлади аутистичного спектру (формально це категорія, що включає в себе синдром Аспергера, дитячий аутизм[en] та синдром Ретта)
- Синдром порушення активності та уваги (ADHD, ADD)
- Розлад розвитку координації (диспраксія)
- Синдром Туретта
- Тиковий розлад[en]
- Дислексія
- Дискалькулія
- Дисграфія
- Дисфазія
- Дискінезія
- Розлад уміння невербального навчання[en] (NVLD, NLD)
- Синдром ламкої X-хромосоми

## Розлади сну
- Безсоння
- Гіперсомнія
- Ідіопатична гіперсомнія[en]
- Синдром Клайне — Левіна
- Депривація сну
- Нарколепсія
- Синдром неспокійних ніг
- Апное уві сні
- Нічний жах
- Синдром голови, що вибухає

### Парасомнії
- Порушення поведінки під час фази швидкого сну[en]
- Просонні стани[en]
- Сомнамбулізм
- Гіпнагогія
- Гіпнопомпія[en]

### Порушення циркадного ритму сну
- Розлад циркадного ритму сну
- Синдром затримки фази сну
- Синдром випередження фази сну[en]
- Порушення режиму сну[en]
- Порушення періодичності сну
- Безсоння
- Десинхроноз

## Нейро-когнітивні розлади
Детальніше Когнітивний розлад
- Делірій
- Деменція
- Черепно-мозкова травма
- ВІЛ-асоційований нейрокогнітивний розлад[en]
- Амнезія
- Хронічна травматична енцефалопатія
- Агнозія

## Розлади, пов'язані з наркотичними речовинами та залежностями

### Розлади, пов'язані з наркотичними речовинами
- Розлад, спричинений вживанням наркотичних речовин[en] (Інтоксикаційний психоз[en], Делірій, спричинений вживанням наркотичних речовин, Розлад настрою, спричинений вживанням наркотичних речовин
- Інтоксикація наркотичними речовинами[en]
- Синдром відміни
- Наркоманія

#### Розлади, пов'язані зі вживанням алкоголю
- Алкоголізм
- Алкогольні психози
- Алкогольний абстинентний синдром
- Епізоди шкідливого вживання алкоголю

#### Розлади, пов'язані зі вживанням канабісу
- Розлад, спричинений вживанням канабісу[en]
- Залежність від канабісу
- Епізоди шкідливого вживання канабісу
- Інтоксикація канабісом[en]
- Синдром відміни після вживання канабісу
- Психоз, спричинений вживанням канабісу[en]
- Делірій, спричинений вживанням канабісу
- Розлад настрою, спричинений вживанням канабісу
- Тривога, спричинена вживанням канабісу

#### Розлади, пов'язані зі вживанням синтетичних канабіоїдів
- Епізоди шкідливого вживання синтетичних канабіоїдів
- Шкідлива модель вживання синтетичних канабіоїдів
- Залежність від синтетичних канабіоїдів
- Інтоксикація синтетичними канабіоїдами
- Синдром відміни після вживання синтетичних канабіоїдів
- Делірій, спричинений синтетичними канабіоїдами
- Психотичний розлад, спричинений синтетичними канабіоїдами
- Розлад настрою, спричинений синтетичними канабіоїдами
- Тривога, спричинена синтетичними канабіоїдами

#### Розлади, пов'язані зі вживанням опіоїдів
- Епізоди шкідливого вживання опіоїдів[en]
- Шкідлива модель вживання опіоїдів
- Залежність від опіоїдів
- Інтоксикація синтетичними опіоїдами
- Синдром відміни після вживання опіоїдів[en]
- Делірій, спричинений опіоїдами
- Психотичний розлад, спричинений опіоїдами
- Розлад настрою, спричинений опіоїдами
- Тривога, спричинена опіоїдами

#### Розлади, пов'язані зі вживанням заспокійливих, снодійних або анксіолітичних препаратів
- Епізоди шкідливого вживання заспокійливих, снодійних або анксіолітичних препаратів
- Шкідлива модель вживання заспокійливих, снодійних або анксіолітичних препаратів
- Залежність від заспокійливих, снодійних або анксіолітичних препаратів
- Інтоксикація заспокійливими, снодійними або анксіолітичними препаратами
- Синдром відміни після вживання заспокійливих, снодійних або анксіолітичних препаратів
- Делірій, спричинений вживанням заспокійливих, снодійних або анксіолітичних препаратів
- Психотичний розлад, спричинений вживанням заспокійливих, снодійних або анксіолітичних препаратів
- Розлад настрою, спричинений вживанням заспокійливих, снодійних або анксіолітичних препаратів
- Тривога, спричинена вживанням заспокійливих, снодійних або анксіолітичних препаратів
- Амнестичний розлад, спричинений вживанням заспокійливих, снодійних або анксіолітичних препаратів
- Деменція, спричинена вживанням заспокійливих, снодійних або анксіолітичних препаратів

#### Розлади, пов'язані зі вживанням кокаїну
- Епізоди шкідливого вживання кокаїну
- Шкідлива модель вживання кокаїну
- Кокаїнова залежність
- Інтоксикація кокаїном
- Синдром відміни після вживання кокаїну
- Делірій, спричинений вживанням кокаїну
- Психотичний розлад, спричинений вживанням кокаїну
- Розлад настрою, спричинений вживанням кокаїну
- Тривога, спричинена вживанням кокаїну
- Обсесивно-компульсивний розлад, спричинений вживанням кокаїну
- Розлад контролю імпульсів, спричинений вживанням кокаїну

#### Розлади, пов'язані зі вживанням амфетамінів
- Епізоди шкідливого вживання амфетаміну
- Шкідлива модель вживання амфетаміну
- Амфетамінова залежність
- Інтоксикація амфетаміном
- Синдром відміни після вживання амфетаміну
- Делірій, спричинений вживанням амфетаміну
- Психотичний розлад, спричинений вживанням амфетаміну
- Розлад настрою, спричинений вживанням амфетаміну
- Тривога, спричинена вживанням амфетаміну
- Обсесивно-компульсивний розлад, спричинений вживанням амфетаміну
- Розлад контролю імпульсів, спричинений вживанням амфетаміну

#### Розлади, пов'язані зі вживанням катинону
- Епізоди шкідливого вживання катинону
- Шкідлива модель вживання катинону
- Катинонова залежність
- Інтоксикація катиноном
- Синдром відміни після вживання катинону
- Делірій, спричинений вживанням катинону
- Психотичний розлад, спричинений вживанням катинону
- Розлад настрою, спричинений вживанням катинону
- Тривога, спричинена вживанням катинону
- Обсесивно-компульсивний розлад, спричинений вживанням катинону
- Розлад контролю імпульсів, спричинений вживанням катинону

#### Розлади, пов'язані зі вживанням кофеїну
- Епізоди шкідливого вживання кофеїну
- Шкідлива модель вживання кофеїну
- Інтоксикація кофеїном
- Синдром відміни після вживання кофеїну
- Тривожний розлад, спричинений вживанням кофеїну[en]
- Розлад сну, спричинений вживанням кофеїну[en]

#### Розлади, пов'язані зі вживанням галюциногенів
- Епізоди шкідливого вживання галюциногенів
- Шкідлива модель вживання галюциногенів
- Галюциногенова залежність
- Делірій, спричинений вживанням галюциногенів
- Психотичний розлад, спричинений вживанням галюциногенів
- Тривожний розлад, спричинена вживанням галюциногенів
- Розлад настрою, спричинена вживанням галюциногенів
- Обсесивно-компульсивний розлад, спричинений вживанням галюциногенів
- Стійкий галюциногенний розлад сприйняття

#### Розлади, пов'язані зі вживанням нікотину
- Епізоди шкідливого вживання нікотину
- Шкідлива модель вживання нікотину
- Інтоксикація нікотином
- Синдром відміни після вживання нікотину
- Нікотинова залежність

#### Розлади, пов'язані зі вживанням легких інгалянтів
- Епізоди шкідливого вживання легких інгалянтів
- Шкідлива модель вживання легких інгалянтів
- Залежність від легких інгалянтів
- Інтоксикація легкими інгалянтами
- Синдром відміни після вживання легких інгалянтів
- Делірій, спричинений вживанням легких інгалянтів
- Психотичний розлад, спричинений вживанням легких інгалянтів
- Розлад настрою, спричинений вживанням легких інгалянтів
- Тривога, спричинена вживанням легких інгалянтів

#### Розлади, пов'язані зі вживанням дисоціативних наркотиків, зокрема кетаміну та фенциклідину
- Епізоди шкідливого вживання дисоціативних наркотиків, зокрема кетаміну та фенциклідину
- Шкідлива модель вживання дисоціативних наркотиків, зокрема кетаміну та фенциклідину
- Залежність від дисоціативних наркотиків, зокрема кетаміну та фенциклідину
- Інтоксикація дисоціативними наркотиками, зокрема кетаміном та фенциклідином
- Синдром відміни після вживання дисоціативних наркотиків, зокрема кетаміну та фенциклідину
- Делірій, спричинений вживанням дисоціативних наркотиків, зокрема кетаміну та фенциклідину
- Психотичний розлад, спричинений вживанням дисоціативних наркотиків, зокрема кетаміну та фенциклідину
- Розлад настрою, спричинений вживанням дисоціативних наркотиків, зокрема кетаміну та фенциклідину
- Тривога, спричинена вживанням дисоціативних наркотиків, зокрема кетаміну та фенциклідину

### Розлади, не пов'язані зі вживанням наркотичних речовин
- Лудоманія
- Відеоігрова залежність
- Інтернет-залежність
- Сексуальна залежність[en]
- Компульсивне споживання їжі[en]
- Залежність від соціальних мереж
- Залежність від порнографії
- Залежність від покупок[en]

## Сексуальні розлади
- Вуаєризм
- Ексгібіціонізм
- Фротеризм
- Педофілія
- Розлад сексуального мазохізму[en]
- Розлад сексуального садизму
- Патологічний сексуальний фетишизм
- Трансвестійний фетишизм
- Розлад примусового сексуального садизму
- Сексуальні розлади за участю однієї людини або за згодою учасників

## Розлади, пов'язані з соматичними симптомами
- Іпохондрія
- Розлад із соматичною симптоматикою[en]
- Конверсійний розлад (розлад функціональних неврологічних симптомів)
- Симуляційний розлад, зосереджений на собі (Синдром Мюнхгаузена)
- Симуляційний розлад, зосереджений на іншій особі (Фальшивий синдром Мюнхгаузена)[en]
- Розлад болю[en]

## Сексуальні дисфункції
Докладніше: Сексуальна дисфункція
- Запізніла еякуляція[en]
- Еректильна дисфункція
- Аноргазмія
- Вагінізм
- Відсутність або втрата сексуального бажання
- Розлад статевого збудження у жінок
- Передчасна еякуляція
- Диспареунія
- Сексуальна дисфункція[en]
- Вульводинія
- Пріапізм
- Синдром постійного сексуального збудження

## Розлади видільних функцій
- Енурез (мимовільне сечовипускання)
- Енкопрез (мимовільна дефекація)

## Розлади годування та харчування
- Спотворення смаку
- Синдром румінації[en]
- Розлад уникання/обмеження споживання їжі[en]
- Нервова анорексія
- Психогенне переїдання
- Нервова булімія
- Діабулімія[en]
- Синдром нічної їди[en]
- Нервова орторексія[en]

## Порушення контролю імпульсів і розлади поведінки
- Опозиційно зухвалий розлад
- Періодичний вибуховий розлад
- Розлад поведінки[en]
- Антисоціальний розлад особистості
- Піроманія
- Клептоманія

## Обсесивно-компульсивні та споріднені розлади
- Обсесивно-компульсивний розлад
- Дисморфофобія
- Синдром порушення цілісності сприйняття власного тіла
- Силогоманія
- Трихотиломанія
- Невротична екскоріація (колупання шкіри)
- Повторювана поведінка, сфокусована на тілі
- Розлад нюху[en]
- Переважно обсесивний обсесивно-компульсивний розлад[en]

## Спектр шизофренії та інші психотичні розлади
- Маячний розлад
- Шизофренія
- Шизоафективний розлад
- Шизофреноподібний розлад
- Гострі та транзиторні психотичні розлади[en]
- Синдром Капґра
- Симптон Фреґолі[en]
- Синдром Котара
- Еротоманія
- Клінічна лікантропія

## Розлади особистості

### Кластер A (дивні)
- Параноїдний розлад особистості
- Шизоїдна акцентуація
- Шизотиповий розлад особистості

### Кластер B (драматичні)
- Антисоціальний розлад особистості
- Емоційно нестабільний (межовий) розлад особистості
- Гістріонний розлад особистості
- Нарцисичний розлад особистості

### Кластер C (тривожні)
- Тривожний розлад особистості
- Залежний розлад особистості
- Обсесивно-компульсивний розлад особистості

## Інші
- Гендерна дисфорія
- Кататонічний синдром
- Клінічна лікантропія